# Open outcry

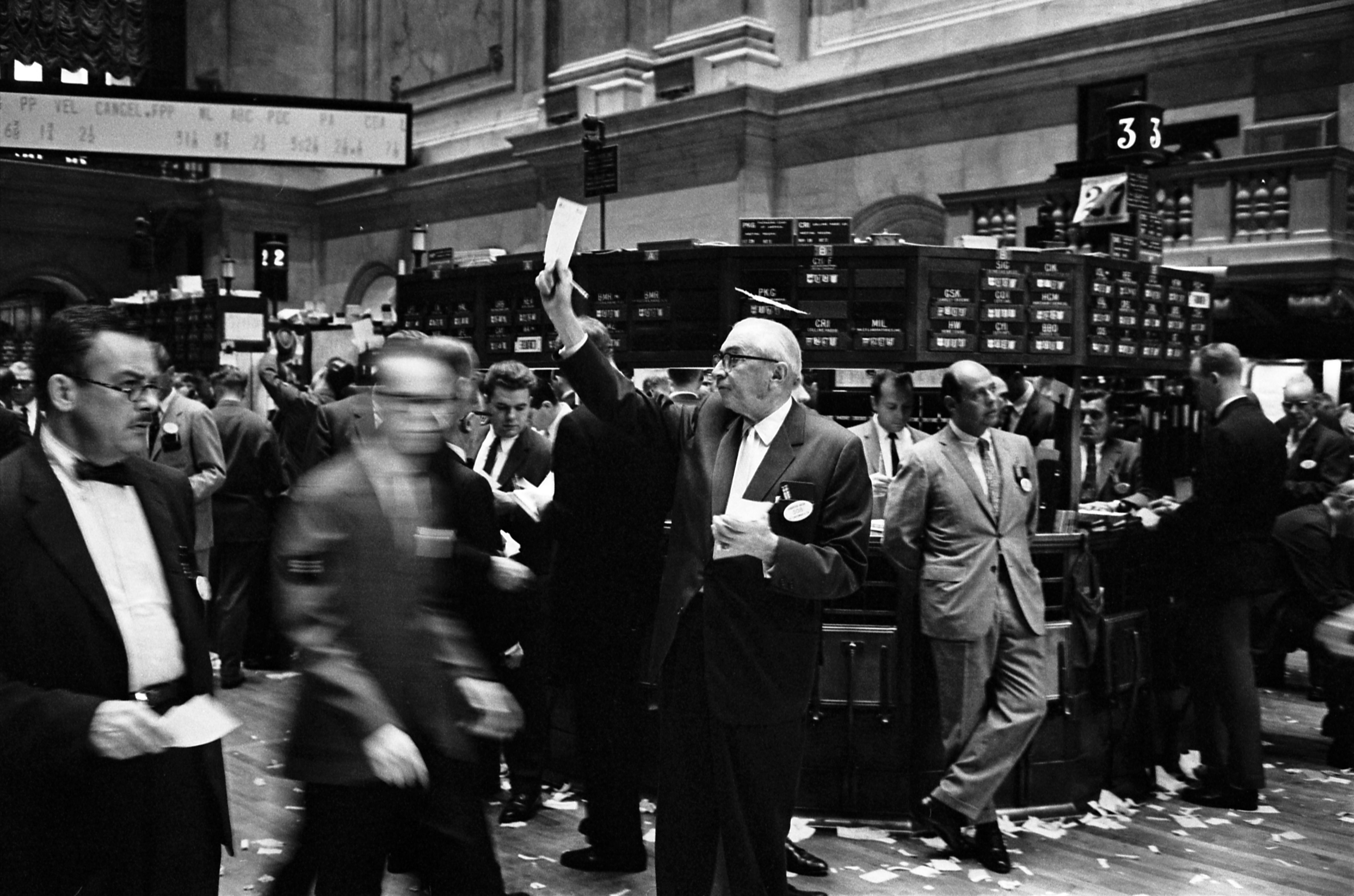
Open outcry op de New York Stock Exchange.

Open outcry is een communicatiemethode die gebruikt wordt onder handelaars op de effectenbeurs. Met deze methode willen dealers en brokers, door middel van handgebaren of kort jargon, informatie doorgeven over het al dan niet verkopen of aankopen van orders. De plaats waar deze methode van handelen plaatsvindt wordt een pit genoemd.
Ondanks het feit dat deze methode van handelen grotendeels vervangen is door het elektronisch handelen zijn er nog enkele markten die van dit systeem gebruikmaken. In het Verenigd Koninkrijk heb je de London Metal Exchange die nog steeds gebruikmaakt van de open outcry methode en in de Verenigde Staten zijn het de Chicago Board of Trade en de Minneapolis Grain Exchange die nog gebruikmaken van dit systeem. Ook bij het handelen in derivaten wordt nog vaak gebruikgemaakt van de open outcry methode.

## Handgebaren
Wanneer een belegger zijn hand omhoog steekt en zijn handpalm toont, betekent dit dat hij wenst te verkopen. Indien een belegger wenst te kopen, steekt hij zijn hand omhoog zonder zijn handpalm te tonen.
Om cijfers door te geven over bijvoorbeeld, marktinformatie, maanden, bedragen, etc. gebruikt men de volgende technieken. Cijfers van één tot vijf worden aangeduid met de vingers (van één hand), cijfers van zes tot tien worden duidelijk gemaakt door de hand 90 graden te draaien. Een zeven wordt bijvoorbeeld aangeduid door de hand 90 graden te draaien en twee vingers op te steken. Om cijfers met tientallen door te geven, raak je het voorhoofd aan. Voor honderdtallen, maak een vuist en raak je voorhoofd aan.